# Het Platenpaleis
Het Platenpaleis was een radioprogramma op de Nederlandse publieke radiozender NPO Radio 2. Het werd iedere vrijdagavond gepresenteerd door verschillende dj’s van 20:00 tot 22:00 uur (tot eind 2016 tot 23:00 uur) en uitgezonden door KRO-NCRV en later BNNVARA. Tussen 1 februari 2013 en 6 juni 2014 heette het programma De Weekendshow. Later werd er toch voor gekozen terug te gaan naar de oude titel. Sinds het vertrek van Frank van 't Hof naar Radio Veronica per 23 januari 2024, had het programma als dj Jasper de Vries en als invaller Evert Duipmans.
In het programma werden discoklassiekers uit de jaren 60, 70, 80 en 90 gedraaid. Vaste items waren Happy Hour, waarin in het gehele laatste uur van het programma de luisteraar een plaat mocht aanvragen. In dit uur werden er mixen gedraaid die door Ron Bunschoten (1967) gemaakt werden. Deze mixen werden ook door de luisteraar samengesteld aan de hand van verzoeknummers. In TV van toen werd elke uitzending een fragment van een herkenningsmelodie van een tv-programma van toen ten gehore gebracht, waarop de luisteraar moest raden om welk tv-programma het ging. Tot slot was er de schuifelplaat, waarin de luisteraar zijn of haar favoriete 'schuifelplaat' kon aanvragen en er een verhaal bij vertellen.
Op 22 december 2017 werd de officiële laatste uitzending rechtstreeks uitgezonden vanuit het Top 2000-café in Beeld en Geluid in Hilversum. Vanaf januari 2018 werd het programma vervangen door de Paul & Frank op vrijdagshow met Paul Rabbering en Frank van 't Hof. In de laatste aflevering werd echter gevraagd of Marc Adriani in de maand januari 2018 in verband met vakantie van Paul Rabbering nog een maand Het Platenpaleis wilde maken. Hierdoor werd de laatste uitzending ervan op vrijdag 26 januari 2018 uitgezonden.
Op Tweede Kerstdag 2018 werd bekendgemaakt dat Het Platenpaleis vanaf vrijdag 4 januari 2019 weer terugkeerde in de programmering op vrijdagavond van NPO Radio 2, met als presentator Frank van 't Hof en nu in de zendtijd van BNNVARA tussen 20:00 en 22:00 uur.
Na de laatste uitzending van Stenders Platenbonanza op donderdag 25 februari 2021 maakte NPO Radio 2 bekend dat door het vertrek van Rob Stenders naar Radio Veronica met ingang van 1 maart 2021 Het Platenpaleis tijdelijk nu ook op werkdagen was te horen van maandag t/m donderdag tussen 14:00 en 16:00 uur. Dit duurde voort tot en met donderdag 6 mei 2021. Op 10 mei 2021 werd de vernieuwde middagprogrammering op NPO Radio 2 ingevoerd. Met ingang van 4 oktober 2021 werd de avond- en weekeindeprogrammering van NPO Radio 2 vernieuwd en vanaf 10 oktober werd Het Platenpaleis elke zondag van 12:00 tot 14:00 uur uitgezonden. Door het vertek  van Wouter van der Goes en Frank van het Hof naar Radio Veronica per 23 januari 2024, werd de programmering door NPO Radio 2 direct aangepast en was per vrijdag 2 februari 2024 Het Platenpaleis met Jasper de Vries ook op de vrijdagavond tussen 20:00 en 22:00 te horen.
Op donderdag 21 november 2024 werd door NPO Radio 2 de nieuwe programmering vanaf januari 2025 bekendgemaakt. Daarin zal Het Platenpaleis én Jasper de Vries uit de programmering verdwijnen. De laatste uitzending werd derhalve op zondagmiddag 22 december 2024 uitgezonden. Jasper de Vries zal wél regelmatig als invaller blijven te horen op de publieke radiozender en blijft hij als muzieksamensteller actief achter de schermen. 
Huidige programma's: Domien (NPO 3FM) · Eva (NPO 3FM) · Eva en Giel (NPO 3FM) · Franks feestje (NPO 3FM) · Harm dB (NPO 3FM) · Nachtbrakers (NPO Radio 1)  · De Overnachting (NPO Radio 1) · Sanderdome (NPO 3FM) · Slapen is voor Losers! (NPO 3FM) · Start (NPO Radio 1) · That's Live (NPO 3FM) · Thijs (NPO 3FM) · De Weekendshow (NPO Radio 2) · De Wereld van BNN (NPO Radio 1)
Voormalige programma's: @Work · Alle 40 goed! · BNN Today · Coen en Sander Show · Club Ajouad · CroisSanderShow · Dit is Domien · Het Huis Van De Heer · Live vanuit Klazienaveen · Klaarwakker Kristel · Muijs In Het Huis · Open Radio met Timur en Rámon · Het Platenpaleis · Rámon, met een streepje op de A · ruuddewild.nl · Sanderdaynight · Tiësto's Club Life · Timur · Vrij · Wout! · Zoëyzo
Aan De Slag! · Afslag Thunder Road · Aje Tho! · Annemiekes A-lunch · Blokhuis · Bureau De Wilt · Bureau Kijk in de Vegte · Corné Klijns Soul Sensations · De Staat van Stasse · De Wild in de Middag · Echt Jasper · Funky Frank's · Giel ·Gijs 2.4 · Grand Café Kranenbarg · Helemaal Haandrikman · Het Platenpaleis · Hey JP! · Holy Hits · Jan-Willem Start Op! · Licence 2 Chill · Mega Album Top 50 · Motel De Wilt · Musical Moods · Muziekcafé · On the Beat · One Night Stenders · Het oor wil ook wat · Paul! · Rabbering Laat · Rarmarmar · RickvanV doet 2 · Rinkeldekinkel · Schiffers.fm · SHAY! · Simone's Songlines · Soul Night met One'sy · Spijkers met koppen · Thank God It's Sunday · The Best of 2night · The Big Frank Show · Thijs · Tijd voor Twee · Van Inkels Choice · Verrukkelijke 15 ·  VrijZaZo Show · Vroeg op Frank · 't Wordt Nu Laat · WILDGROEI · Wout2Day · Yora en Sander, Sander en Yora